# Робертс, Эдит
Эди́т Джозефи́на Ро́бертс (англ. Edith Josephine Roberts; род. 17 сентября 1899 года, Нью-Йорк, США — ум. 20 августа 1935 года, Лос-Анджелес, Калифорния, США) — американская актриса немого кино и сценарист.

## Биография
Эдит Джозефина Робертс родилась 17 сентября 1899 года в Нью-Йорке (США). Эдит — младшая сестра актрисы Леоны Робертс (1879—1954) и тётя актрисы Джозефин Хатчинсон (1903—1998).
В кинематографе Эдит дебютировала в 1914 году, как сценарист фильма «Неправильные птицы». В период 1915—1929 годов она снималась в немом кино, сыграла более чем в 150-ти фильмах.
Эдит дважды была замужем, имела одного ребёнка. Её первый супруг — Кеннет Снукес, второй (впоследствии — вдовец) — Гарольд Картер. В браке с Картером, Робертс родила своего единственного сына — Роберта Картера (г.р. 1935).
Вскоре после рождения сына, в качестве послеродовых осложнений, Эдит заболела сепсисом и скончалась от болезни в 35-летнем возрасте 20 августа 1935 года в Лос-Анджелесе (штат Калифорния, США). Она была похоронена в Голливуде.

## Фильмография
- Полная фильмография Эдит Робертс